# Styl neorosyjski

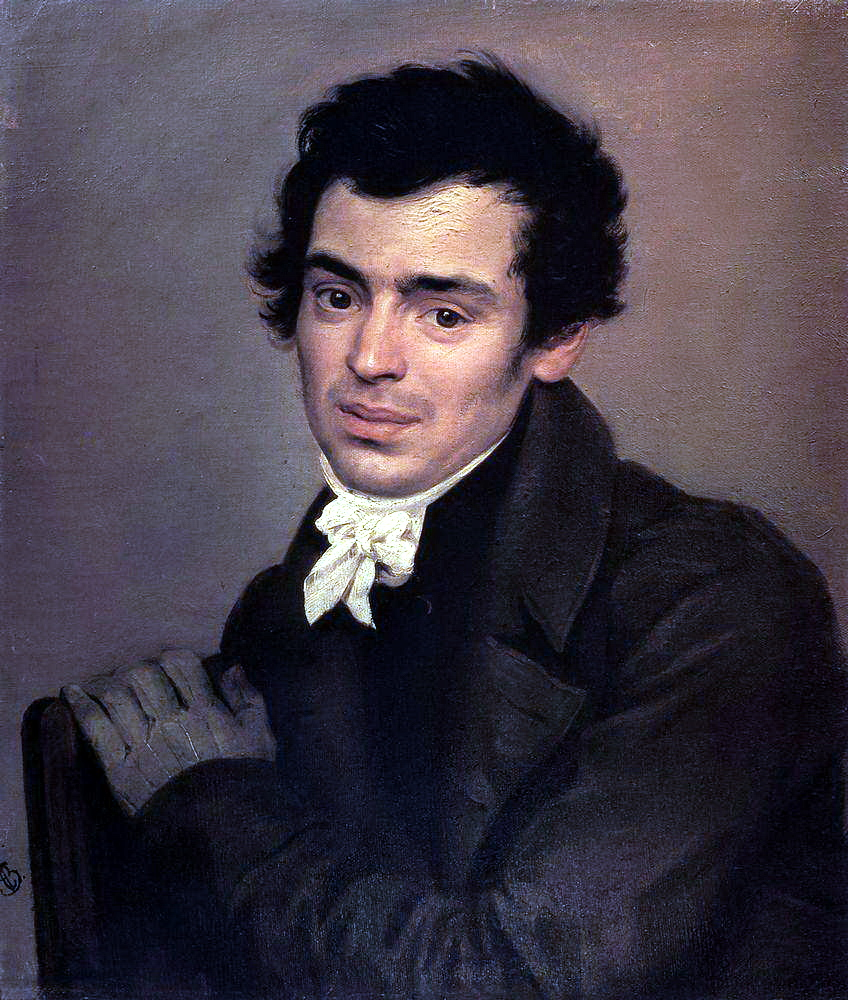
Konstantin Thon. Jeden z twórców i głównych teoretyków stylu neorosyjskiego

Styl neorosyjski (ros. неорусский стиль), in. styl pseudorosyjski (ros. псевдорусский стиль) – początkowo głównie styl architektoniczny w sztuce rosyjskiej, powstały na przestrzeni lat 20 i 30 XIX wieku i rozwijany do 1918 roku oraz ponownie od 1991 roku do dziś. Od połowy XIX do początku XX wieku styl uległ zróżnicowaniu na szereg nurtów odwołujących się do różnych okresów w przedbarokowej architekturze rosyjskiej. Wykształcenie się stylu neorosyjskiego wynikało z prób poszukiwań rosyjskiego stylu narodowego zapoczątkowanych w okresie romantyzmu. W XIX wieku styl neorosyjski był obok stylów klasycystycznego i neobizantyjskiego podnoszony do rangi oficjalnego stylu Cesarstwa Rosyjskiego. Z czasem styl znalazł swoje odzwierciedlenie również w pozostałych dziedzinach sztuki i rzemiosła, m.in. rzeźbiarstwie, malarstwie, grafice, meblarstwie, złotnictwie, ceramice.

## Nazewnictwo
Stosowana często w językach polskim i rosyjskim nazwa „styl bizantyjsko-rosyjski” może być dwojako rozumiana. Nazwy tej używano w celu określenia stylu neorosyjskiego z lat 20–40 XIX wieku, który oprócz samej nazwy nie wykazywał żadnych cech bizantyjskiej architektury. Styl neobizantyjski wykształcił się w Rosji później, pod koniec lat 40 i w latach 50 XIX wieku i od tego czasu bywał niekiedy łączony ze stylem neorosyjskim, tworząc eklektyczny styl neobizantyjsko-neorosyjski.
Inne spotykane w literaturze określenia tego stylu to styl bizantyński, rosyjski, pseudorosyjski, synodalny, urzędowy, neobizantyński, pseudobizantyński. Niejednoznaczne nazewnictwo może powodować mylenie stylu neorosyjskiego z neobizantyjskim. W przeciwieństwie do stylu neorosyjskiego, styl neobizantyjski był rozwijany również w pozostałych krajach prawosławnych, krajach niemieckich, Lewancie, Anglii, USA i innych. Późniejszą fazę rozwoju stylu neorosyjskiego (po 1870), w której nacisk kładziony był w szczególności na mnogość typowo rosyjskich detali (np. kokoszniki, ozdobne kolumienki, gzymsy, fryzy, obramowania okien), określa się mianem stylu ruskiego lub „czysto ruskiego”.

## Architektura cerkiewna

### Kształtowanie się cerkiewnego stylu narodowego
Początki poszukiwań rosyjskiego stylu narodowego sięgają okresu romantyzmu. W 1824 roku został wydany pierwszy w historii Rosji album 31 urzędowo zatwierdzonych projektów sakralnych w duchu klasycyzmu. W 1826 roku Świątobliwy Synod pod naciskiem opinii publicznej zwrócił się do cesarza Mikołaja I z prośbą uzupełnienia albumu o nowe projekty, odwołujące się do dawnej architektury prawosławnej. Najstarszymi przykładami poszukiwań nowego stylu są cerkiew św. Aleksandra Newskiego w Poczdamie (1826–1829) i niezachowana druga cerkiew Dziesięcinna w Kijowie (1828–1842), zaprojektowane przez Wasilija Stasowa i noszące cechy m.in. dawnej architektury rosyjskiej oraz niemieckiego neoromanizmu i neoklasycyzmu.
Częściowe próby unifikacji wyglądu cerkwi w Imperium Rosyjskim podejmowane były od początku XIX wieku. W 1803 roku Świątobliwy Synod Rządzący zabronił wznoszenia obiektów sakralnych w stylu „małoruskim”, tj. budowania trójkopułowych świątyń typowych dla ziem Ukrainy Naddnieprzańskiej. Ujednoliceniu stylu obowiązującego przy wznoszeniu nowych prawosławnych świątyń szczególnie sprzyjał cesarz Mikołaj I, który w swojej polityce dążył do zatarcia różnic kulturowych i wyznaniowych między wieloma narodami Rosji. Początkowo faworyzowany przez monarchę „uniwersalny” styl klasycystyczny został już po kilku latach zarzucony na skutek próśb prawosławnego duchowieństwa i wiernych. W 1826 roku cesarz skłonił się do opracowania nowego stylu nawiązującego do prawosławnej architektury Bizancjum. Pomimo promocji sztuki bizantyjskiej rozpoczętej w 1826 roku i ukazu z 1841 roku, w którym położono nacisk na stosowanie „w miarę możliwości” starożytnych wzorów bizantyjskich, styl neorosyjski lat 20–40 XIX wieku nie wykazywał żadnych cech bizantyjskich świątyń.

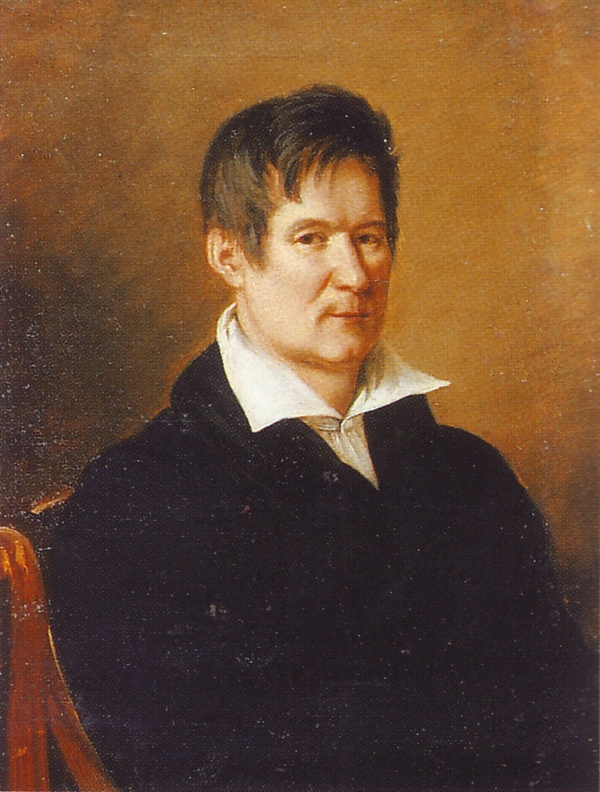
Wasilij Stasow. Pionier stylu neorosyjskiego

Decydujący wpływ na ukształtowanie się stylu neorosyjskiego miał Konstantin Thon, rektor Cesarskiej Akademii Sztuk Pięknych w Petersburgu. Stworzony przez Thona na przełomie lat 20 i 30 XIX wieku monumentalny i eklektyczny styl wpisał się w poszukiwania rosyjskiego stylu narodowego i cieszył się szeroką aprobatą do lat 70 XIX wieku. Do najważniejszych, wczesnych, neorosyjskich projektów Thona należą: cerkiew św. Katarzyny w Jelizawethofie (1830–1837) i sobór Wprowadzenia Matki Bożej do Świątyni w Petersburgu (1834–1842).
Mikołaj I polecił w 1838 roku Thonowi skodyfikowanie zasad stylu architektury cerkiewnej w duchu „Świętej Rusi” – z wykorzystaniem elementów typowych dla dawnego budownictwa ruskiego (wielkorosyjskiego). Thon postanowił przenieść na grunt artystyczny rosyjską ideę państwową zawartą w hasłach: absolutyzm – prawosławie – ludowość. W 1838 roku Thon opracował zbiór planów prawosławnych świątyń zatytułowany Projekty cerkwiej, który został wysoko oceniony przez cesarza. W 1839 roku rozpoczęto budowę soboru Chrystusa Zbawiciela w Moskwie (1839–1880), stanowiącego do dziś największą świątynię prawosławną na świecie. Projekty Thona zostały uznane w ukazie z 1841 roku za „zalecane” przy budowie prawosławnych cerkwi. W ramach stylu neorosyjskiego ukształtowały się m.in. następujące wzory cerkwi: w przypadku świątyni parafialnej – obiektu jednonawowego krytego dachem namiotowym bądź pojedynczą kopułą, przy cerkwiach o statusie soboru – budynku z kwadratową nawą krytą kopułą oraz przedsionkiem, nad którym wznosiła się wieża. Sobory katedralne budowano natomiast najczęściej na planie krzyża greckiego przenikającego się z kwadratem i nakrywano pięcioma cebulastymi kopułami. W przypadku, gdy świątynia miała mniejsze rozmiary, ograniczano się do planu krzyża greckiego i pojedynczej kopuły. W latach 40 XIX wieku Thon rozpoczął projektowanie nowych świątyń z dominującymi rosyjskimi dachami hełmowymi, m.in. cerkiew Zwiastowania w Petersburgu (1844–1849) i sobór Narodzenia Matki Bożej w Krasnojarsku (1845–1861).

#### Ocena stylu Thona
Mimo że przez cały wiek XIX i początek wieku XX zdarzały się w architekturze rosyjskiej odstępstwa od stylu neorosyjskiego (np. cerkwie w stylu klasycystycznym, neogotyckim, neobarokowym), projekty Thona cieszyły się sporą popularnością i zdominowały rosyjską architekturę sakralną do lat 70 XIX wieku. Niemniej już od lat 40 XIX wieku dochodziło do nasilania się krytyki stylu Thona oraz mniejszych lub większych odstępstw od jego projektów. Do wczesnych przykładów modyfikacji projektu Thona należy sobór Wniebowstąpienia Pańskiego w Jelcu (1845–1889). Projektom Thona zarzucano najczęściej: eklektyzm, inspiracje klasycyzmem, surowość i anachronizm. Vojeslav Molè przedstawił następującą ocenę stylu Thona: Zebrano w nim wszystko, co można było zaobserwować w budownictwie cerkiewnym i świeckim, monumentalnym i intymnym, kamiennym, ceglanym i drewnianym oraz przetopiono na jedną całość, której brak jednak siły bezpośredniego wyrazu, a także prawdziwie jednolitej kompozycji. Pojawiły się opinie, że styl Thona położył kres swobodzie twórczej architektów w opracowywaniu rozplanowania przestrzennego i brył świątyń.
Mimo krytyki architektura Thona stanowiła ważny impuls w rozwoju sztuki rosyjskiej, który zwrócił uwagę budowniczych na tradycyjną architekturę prawosławną i wpłynął na formowanie się „czystego” stylu neorosyjskiego pod koniec lat 60 XIX wieku. W latach 1898–1917 w architekturze rosyjskiej nastąpił ponowny zwrot ku architekturze klasycyzującej (okres tzw. „retrospektywizmu”) i pojawiły się liczniejsze odwołania do zmodyfikowanego stylu Thona. Zostały wzniesione m.in. niezachowany sobór Objawienia Pańskiego w Moskwie-Dorogomiłowie (1898–1910), sobór Iwerskiej Ikony Matki Bożej Monasteru Pierierwińskiego (1904–1908), cerkiew-dzwonnica Zmartwychwstania Pańskiego na Cmentarzu Rogożskim (1907–1913).

### Nowe warianty stylu
W 1845 roku hrabia Anatoli Demidow i francuski artysta André Durand opublikowali w Paryżu Album du voyage pittoresque et archaéologique en Russie, który przyczynił się do wzrostu zainteresowania tradycyjną architekturą rosyjską zagranicą i w samej Rosji. Album zawierał szereg litografii wykonanych podczas podróży po Rosji odbytej w 1839 roku i miał bardziej charakter publikacji podróżniczej i artystycznej niż naukowej. Na litografiach przedstawiono wybrane zabytki dawnej architektury rosyjskiej, które dowodziły jej wyjątkowości. Pierwszymi z założenia naukowymi publikacjami poświęconymi dawnej architekturze rosyjskiej były Zabytki starożytności moskiewskich Iwana Sniegirowa (Moskwa 1842–1845), Historia ruska w zabytkach budownictwa cerkiewnego i świeckiego również autorstwa Iwana Sniegirowa (Moskwa 1848–1860) oraz Starożytności państwa rosyjskiego Fiodora Sołncewa (Moskwa 1849–1853). W tym samym czasie Moskiewskie Towarzystwo Archeologiczne uczyniło z przedbarokowej architektury rosyjskiej jeden z głównych obszarów swoich badań. W latach 1869–1915 odbywały się w Rosji konferencje biennalne poświęcone tradycyjnej architekturze ruskiej. Owoce pracy Moskiewskiego Towarzystwa Archeologicznego zawarto w sześciotomowym dziele Komisji badań na rzecz ochrony dawnego budownictwa ruskiego (1907–1915). Drugim obok Moskwy głównym ośrodkiem badań był Sankt Petersburg. W latach 1895–1901 Władimir Susłow we współpracy z petersburską Akademią Sztuk Pięknych opublikował siedmiotomową pracę Zabytki starodawnej architektury ruskiej, a w latach 1908–1912 czterotomowe Zabytki sztuki staroruskiej. Kolejnym ważnym projektem była wydawana od 1909 roku sześciotomowa Historia sztuki ruskiej Igora Grabara, która ze względu na rewolucję październikową nie została jednak dokończona.
Na przełomie lat 40. i 50. XIX wieku Aleksiej Gornostajew, zainspirowany dawną architekturą Rosyjskiej Północy, wzbogacił styl neorosyjski o kolejne tradycyjne elementy, odrzucając większość wzorów klasycyzujących Thona. Zaprojektował m.in. skit św. Mikołaja Monastyru Wałaamskiego (1851), sobór Zaśnięcia Bogurodzicy Ławry Świętogórskiej (1859–1868) i sobór Zaśnięcia Matki Bożej w Helsinkach (1862–1868).
Pod koniec lat 40. XIX wieku zaczęły się pojawiać próby łączenia stylu neorosyjskiego z neobizantyjskim. Rosyjskie budownictwo neobizantyjskie pojawiło się wraz z obecnością Rosjan na Bałkanach i Kaukazie na przełomie lat 40 i 50 XIX wieku, inspiracją miejscową sztuką i zabytkami bizantyjskimi, w tym Hagią Sophią. Najstarszym, odosobnionym przykładem nawiązań do architektury bizantyjskiej połączonej z klasycyzmem jest sobór Mądrości Bożej w Carskim Siole (1780–1788). W przeciwieństwie do stylu neorosyjskiego, styl neobizantyjski był rozwijany również w pozostałych krajach prawosławnych, krajach niemieckich, Palestynie, Anglii, USA i innych. Do przykładów łączenia stylów neobizantyjskiego i neorosyjskiego należą np. sobór metropolitalny Świętej Równej Apostołom Marii Magdaleny w Warszawie (1867–1869, arch. Nikołaj Syczew) i sobór św. Aleksandra Newskiego w Niżnym Nowogrodzie (1868–1881).
Od końca lat 60. XIX wieku styl neorosyjski zaczął ulegać zróżnicowaniu na szereg wariantów nawołujących do odrzucenia sztuki Zachodu, czerpania wzorów z budownictwa ludowego, przedbarokowej architektury rosyjskiej, ewentualnie dawnej architektury rosyjskiej z zachowaniem niektórych wpływów bizantyjskich, renesansu, baroku, klasycyzmu lub modernizmu. Przyczynami tych transformacji, w których decydującą rolę odegrały projekty Wiktora Hartmanna i Iwana Ropeta, było wysunięcie wobec stylu Thona zarzutów o propagowania klasycyzmu pod płaszczykiem stylu narodowego, anachronizmu i sztuczności, a wręcz naśladowania architektury kościołów katolickich. Cerkwie rozplanowane według zawartych w Projektach cerkwiej wzorców zaczęto zdobić detalami uznanymi za rdzennie rosyjskie: kokosznikami, starannie rzeźbionymi obramowaniami okien, arkadami i gzymsami, kolumienkami. Fasady świątyń malowano na różne kolory, mnożono detale, w miarę możliwości zwiększano liczbę cebulastych kopuł nawet do dziewięciu. Zmodyfikowana odmiana stylu urzędowego zyskała poparcie Cesarza Wszechrusi Aleksandra III, który uważał ją za odpowiadającą jego programowi politycznemu. Do najważniejszych zabytków należą: sobór Zmartwychwstania Pańskiego w Petersburgu (1883–1907), sobór Świętych Piotra i Pawła w Peterhofie (1895–1905).
W latach 1900–1917 oddziaływał na styl neorosyjski eklektyzm, modernizm i retrospektywizm. Pojawiły się „czyste”, specjalnie podkreślane formy architektury staroruskiej łączone niekiedy z elementami modernizmu. Głównymi wzorami stały się dawna architektura pskowska i nowogrodzka z „białego kamienia”. Do zachowanych cerkwi należą sobór Zmartwychwstania Pańskiego w Twerze (1912–1913), świątynia św. Piotra Metropolity Moskiewskiego w Petersburgu (1911–1912) i staroobrzędowa cerkiew św. Mikołaja Cudotwórcy w Moskwie (1914–1921). Do głównych świątyń nawiązujących do budownictwa włodzimiersko-suzdalskiego należała cerkiew Chrystusa Zbawiciela na Wodach w Petersburgu (1910), która zarazem była najbardziej zbliżona do autentycznej architektury staroruskiej. Pojawiły się cerkwie naśladujące w każdym aspekcie architekturę staroruską, sprzed najazdu mongolskiego na Ruś. Świątynie takie powstały w miejscach, gdzie w okresie staroruskim faktycznie istniały cerkwie, zostały jednak w toku swojej historii przebudowane bądź zniszczone. Przykładem takich budów są odbudowa soboru Zaśnięcia Matki Bożej we Włodzimierzu  z 1900 roku i soboru św. Bazylego w Owruczu z lat 1903–1911.

### Nurt modernizujący
Od lat 80 XIX wieku do 1917 roku pojawił się trend modernistyczny w neorosyjskiej architekturze sakralnej, dotyczący głównie mniejszych projektów. Modernizm nie miał na celu zaprzeczania czy zrywania z rosyjską cerkiewną tradycją architektoniczną, lecz stanowił jej rozwinięcie poprzez stosowanie nowoczesnych rozwiązań technicznych i artystycznych w ramach tradycyjnych form.
Najstarszymi przykładami tego typu budowli są m.in. cerkiew Obrazu Chrystusa Nie Ludzką Ręką Uczynionego w Abramcewie (1881–1882) według projektu Wiktora Wasniecowa, cerkiew Świętego Ducha w Tałaszkinie (1902–1905), cerkiew Zmartwychwstania Pańskiego w Sokolnikach (1903–1912), świątynia Św. Trójcy w Bałakowie (1908–1909), monaster Świętych Marty i Marii w Moskwie (1908–1911), cerkiew Opieki Najświętszej Bogurodzicy w Petersburgu (1912–1913), cerkiew Sergiusza z Radoneża na Kulikowym Polu (1913) i cerkiew Obrazu Chrystusa Nie Ludzką Ręką Uczynionego w Klaźmie (1913), będąca zarazem najstarszą żelbetową świątynią w Rosji.
Powstał również szereg budowli nawiązujących do tradycyjnej, rosyjskiej architektury drewnianej, np. niezachowana drewniana cerkiew Wszystkich Świętych w Nadieżdinsku (1896–1898), drewniana cerkiew Kazańskiej Ikony Matki Bożej w Wyricy (1912–1914) i cerkiew św. Mikołaja pod Sołomienną Storożką (1916).
Na początku XX wieku również niektóre cerkwie staroobrzędowców zaczęły być budowane w stylu modernizmu. Do najstarszych modernistycznych cerkwi staroobrzędowych należy cerkiew Ikony Matki Bożej „Znak” w Petersburgu (1906–1907) wybudowana według projektu Dmitrija Kryżanowskiego z własną kotłownią, parowym systemem ogrzewania ścian i wentylacją. Do kolejnych należały projekty Ilji Bondarenki, np. molenna Zmartwychwstania Pańskiego i Opieki Matki Bożej w Moskwie (1907–1908) i cerkiew na Małym Gawrikowie w Moskwie (1908–1911).

### Architektura sakralna po 1991 roku
W wyniku upadku komunizmu nastąpiło odrodzenie się stylu neorosyjskiego. Po 1985 roku umożliwiono w ZSRR i następnie Federacji Rosyjskiej odbudowę zniszczonych obiektów sakralnych, w tym bizantyjsko-rosyjskich. W latach 1990–2000 odbudowano sobór Chrystusa Zbawiciela w Moskwie, w latach 2006–2013 Wielkiego Złatousta w Jekaterynburgu.
Obok prac restauratorskich i odbudowy wielu przedrewolucyjnych (rewolucja październikowa) świątyń wybudowano również szereg nowych, np. sobór Zwiastowania w Woroneżu (1998–2009), sobór św. Trójcy w Magadanie (2001–2008) i sobór Przemienienia Pańskiego w Chabarowsku (2001–2004). Pojawiły się także przykłady zmodernizowanego stylu rosyjskiego, np. cerkiew św. Jerzego w Dorogomiłowie (1994–1995), cerkiew św. Pantelejmona w Rostowie nad Donem (1996–1997), cerkiew św. Piotra w Petersburgu (2005–2010), czasownia św. Aleksandra Newskiego w Korolowie (1998–1999) i sobór Chrystusa Zbawiciela w Królewcu (2004–2006).
Do przykładów nowoczesnej interpretacji dawnej, sakralnej architektury drewnianej należą moskiewska cerkiew św. Mikołaja w Izmajłowie z 2000 roku i cerkiew Narodzenia Matki Bożej w Kondopodze (2004–2009).

## Architektura świecka

### Styl Konstantina Thona
W okresie od lat 30 XIX wieku do lat 20 XX wieku pojawiły się często monumentalne i funkcjonalne budynki świeckie w stylu neorosyjskim. Do najstarszych należą Wielki Pałac na Kremlu Moskiewskim (1838–1849) i Zbrojownia Kremla Moskiewskiego (1849–1851) zaprojektowane przez Thona. Architekt wykorzystał w swych projektach elementy istniejących, przedbarokowych pałaców w dawnym stylu rosyjskim, łącząc je z architekturą klasycystyczną.

### Nowe warianty stylu
Pod koniec lat 60 XIX wieku Wiktor Hartmann i Iwan Ropet rozpoczęli projektowanie kolejnych budowli neorosyjskich znacznie bardziej odwołujących się do autentycznych wzorów rosyjskiej architektury przedbarokowej i budownictwa ludowego. W 1872 roku wybudowano Typografię Mamontowa i tymczasowy Teatr Ludowy na Placu Warwarinskim w Moskwie, które stały się wzorami dla kolejnych budynków. W 1875 roku rozpoczęto budowę Państwowego Muzeum Historycznego w Moskwie i Muzeum Politechnicznego w Moskwie nawiązujących do XVI wiecznej moskiewskiej architektury.
Następnymi ważnymi obiektami były: Teatr Korsza w Moskwie (1882), Teatr Paradies w Moskwie (1885), Teatr Dramatyczny w Samarze (1888), elektrostacja „Nowy Maneż” w Moskwie (1888), Duma Miejska Moskwy (1890–1892), dworzec kolejowy we Władywostoku (1891–1893), Targi w Niżnym Nowogrodzie (1893–1896), Wierchnije Torgowyje Riady z zastosowaną inżynierią strukturalną (1893). Wiele obiektów nosiło cechy eklektyczne. Za najbardziej „czysty” przykład stylu neorosyjskiego w architekturze świeckiej uważany jest dom Igumnowa w Moskwie (1888–1895). Styl neorosyjski bywał niekiedy wykorzystywany w celu zacieśniania więzów z innymi krajami, np. sobór św. Aleksandra Newskiego w Sofii został wzniesiony na cześć Cesarza Wszechrusi Aleksandra II, dzięki któremu Bułgaria uzyskała niepodległość w 1878 roku. Wybudowana w 1826 roku cerkiew św. Aleksandra Newskiego w Poczdamie miała obok służby wierzącym, przysłużyć się „umacnianiu przyjaźni prusko-rosyjskiej”. Z okazji setnej rocznicy zwycięstwa Rosjan w „Bitwie Narodów” wybudowano w Lipsku cerkiew św. Aleksego (1911–1913). Obok demonstracji wzajemnych powiązań i obecności kulturowej Rosji na danym obszarze, styl neorosyjski stawał się także narzędziem rusyfikacji, np. nowa fasada Pałacu Staszica w Warszawie z 1893 roku z urządzoną w nim cerkwią św. Tatiany Rzymianki zostały zaprojektowane z myślą o nadaniu miastu rosyjskiego charakteru, w nawiązaniu do rzekomej „rosyjskiej przeszłości” tego miejsca – Kaplicy Moskiewskiej.

### Nurt modernizujący w architekturze świeckiej
Na początku XX wieku dochodzi do splotu stylu neorosyjskiego z modernizmem, np. Dworzec Jarosławski w Moskwie (1902), dom czynszowy Piercowej w Moskwie (1905–1907, arch. Nikołaj Żukow), dom „Skazka” w Petersburgu (1909, arch. Aleksandr Bernardazzi) i dom przy ulicy Plutałowej 2 w Petersburgu (1911–1913). Kolejnym nurtem w ramach którego przejawiały się formy secesyjne był retrospektywizm staroruski, wywodzący się wprost ze stylu neorosyjskiego. W przeciwieństwie do architektów neorosyjskich retrospektywiści przywiązywali większą wagę do posługiwania się wyrazistymi, autentycznymi wzorami dawnej architektury rosyjskiej i nie wahali się korzystać ze zdobyczy modernizmu. Do najważniejszych budynków zaliczany jest m.in. budynek Banku Państwowego w Niżnym Nowogrodzie (1910–1912) i Dworzec Kazański w Moskwie (1913–1940).
Styl neorosyjski w budownictwie świeckim przestał być szerzej stosowany w latach 20 XX wieku. Do rzadkich przykładów nawiązań do stylu neorosyjskiego w okresie radzieckim należy kawiarnia „Łabędź” na terenie WWC z połowy lat 50 XX w. Po 1991 roku zaczęto ponownie realizować projekty w stylu neorosyjskim, np. dom mieszkalny na Chwostowym Zaułku nr 5 w Moskwie (1997, arch. Aleksandr Szczukin i Michaił Leonow) i kreml izmajłowski w Moskwie (1998–2007).

## Architektura drewniana
Przedbarokowa architektura rosyjska znajdowała się do XVII wieku pod silnym wpływem sztuki ludowej, z której zaczerpnięto wiele tradycyjnych motywów: specyficzne dachy namiotowe, kokoszniki, rosyjskie dachy hełmowe i sześcianowe. Przykładem drewnianej architektury świeckiej tego okresu jest pałac cesarski w Kołomienskoje (1667–1672). Drewniane budynki rosyjskiej arystokracji, nawiązujące do architektury ludowej znane są także z XVIII wieku, np. dom władcy Piotra I w twierdzy nowodźwińskiej pod Archangielskiem z 1702 roku (obecnie w Kołomienskoje). W 1815 roku rosyjsko-włoski architekt Carlo Rossi zaprojektował dla cesarzowej-małżonki Elżbiety typowo rosyjską wieś do parku w Pawłowsku. W latach 1826–1827 zostało na zlecenie króla Prus Fryderyka Wilhelma III wybudowane rosyjskie osiedle Alexandrowka w Poczdamie. Osiedle w formie hipodromu z krzyżem świętego Andrzeja zostało zaprojektowane przez Petera Josepha Lennégo, a wybudowane przez Johanna Georga Morscha starszego. Plany poszczególnych domów Alexandrowki bazowały na rysunkach Carla Rossiego, który podarował swoje szkice królowi Prus podczas wizyty u cesarzowej-małżonki w 1818 roku. W 1853 roku został na zamówienie cesarza Mikołaja I wybudowany we wsi Nizino pod Peterhofem „wzorcowy” wiejski, drewniany dom rosyjski. W 1856 roku Nikołaj Nikitin zaprojektował w duchu słowianofilstwa malutką Izbę Pogodinską na Dziewiczym Polu.
Wznoszenie wiejskich budynków ze specjalnie podkreślanymi elementami ludowymi w pierwszej połowie XIX wieku wynikało z trendów sentymentalnych, romantycznych i poczucia wyjątkowości rosyjskiej architektury ludowej. Projekty te stały się źródłem inspiracji dla kolejnych, niekiedy bardzo okazałych drewnianych: izb, dacz, bani, siedzib (ros. usadba), dworków (ros. osobnjak), pałaców (ros. dworiec) i dworów. Ważnymi zabytkami, które miały wpływ na rozwój stylu są: dworek braci Stiepanowych w Czelabińsku z około 1865 roku zainspirowany uralskim budownictwem ludowym, bania „Teremok” (1872–1878) i studio-pracownia w Abramcewie (1873–1877), dom Sazanowa w Ostaszewie (1897) i izba „Teremok” we Fljonowie (1901). Budownictwo tego typu uległo z czasem wpływom modernizmu (np. dworek Szorina w Gorochowcu z początku XX wieku) i eklektyzmu, np. dacza Marii Kleinmichel na Wyspie Kamiennej (1908–1911) i dacza Pawła Baszenina w Sarapule (1909) z elementami neogotyku. Do rzadkich, zachowanych przykładów małej architektury neorosyjskiej w Polsce należy Dworek Gubernatora Grodzieńskiego (1845, neorosyjska przebudowa nastąpiła później) w parku pałacowym w Białowieży.
Do architektów inspirujących się folklorem i stosujących nowe, niestandardowe formy należeli Wiktor Hartmann i Iwan Ropet. Zapoczątkowany przez nich fantazyjny styl bywa nazywany „baśniowym”. Położyli oni podwaliny pod rosyjską architekturę pawilonów wystawienniczych, cesarskich stacji koronacyjnych, przystanków, kiosków itp. W XX wieku kontynuatorami tej tradycji stali się Fiodor Schechtel i Ilja Gołosow.

## Styl neorosyjski w pozostałych dziedzinach sztuki
Styl neorosyjski był stosowany również w pozostałych dziedzinach sztuki i rzemiosła: rzeźbiarstwie, malarstwie, grafice, meblarstwie, złotnictwie, ceramice i innych. Do czołowych przedstawicieli stylu neorosyjskiego w sztukach wizualnych należeli m.in. Wiktor Wasniecow, Michaił Wrubel, Iwan Bilibin i Nikołaj Roerich.